# Alfândega da Fé (freguesia)

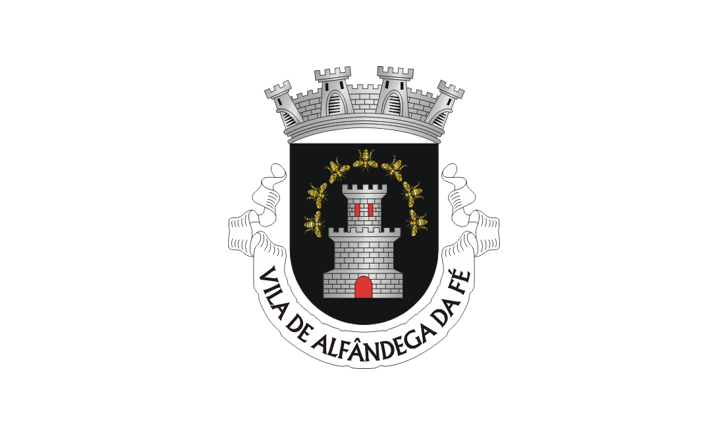
Bandera de la freguesia

Alfândega da Fé es una freguesia portuguesa del municipio de Alfândega da Fé, con 44,55 km² de área y 2016 habitantes (2001). Densidad de población: 45,3 hab/km².